# Староподастрамьевский сельсовет
Староподастрамьевский сельсовет — упразднённая административно-территориальная единица, существовавшая на территории Рязанской губернии и Московской области до 1939 года.
Староподастрамьевский сельсовет был образован в первые годы советской власти. В конце 1920-х годов он входил в состав Григорьевской волости Зарайского уезда Рязанской губернии.
В 1929 году Староподастрамьевский с/с был отнесён к Зарайскому району Коломенского округа Московской области.
17 июля 1939 года Староподастрамьевский с/с был упразднён. При этом его территория (селения Астрамьево, Горюшкино, Староподастрамьево и Чирьяково) была передана в Клин-Бельдинский сельсовет.